# Bembidion ajmonis
Bembidion ajmonis es una especie de escarabajo del género Bembidion, categorizada en la tribu Bembidiini, de la subfamilia Trechinae.

## Distribución
Se distribuye por India y Pakistán.

## Taxonomía
Fue descrita por Netolitzky en 1935.
Taxón infraespecífico
- Bembidion (Thaumatoperyphus) ajmonis ajmonis Netolitzky, 1935.[2]
- Bembidion (Thaumatoperyphus) ajmonis staveni J.Schmidt, 2004.[2]